# Stefan Ilić
Stefan Ilić est un footballeur serbe né le 7 avril 1995 à Kragujevac. Il évolue au poste d'attaquant.

## Biographie
Stefan Ilić participe à la Coupe du monde des moins de 20 ans 2015 qui se déroule en Nouvelle-Zélande. Lors du mondial, il ne joue qu'un seul match : la finale remportée face au Brésil.

## Palmarès
- Vainqueur de la Coupe du monde des moins de 20 ans en 2015 avec l'équipe de Serbie